# Corycaeus flaccus
Corycaeus flaccus är en kräftdjursart som beskrevs av Giesbrecht 1891. Corycaeus flaccus ingår i släktet Corycaeus och familjen Corycaeidae. Inga underarter finns listade i Catalogue of Life.